# Мрожевский, Здзислав
Здзислав Мрожевский (пол. Zdzisław Mrożewski; 21 мая 1909 — 5 июля 2002) — польский актёр театра, кино, радио и телевидения.

## Биография
Здзислав Мрожевский родился во Влоцлавеке. В 1932 году окончил Драматическое отделение у Варшавской консерватории. Дебютировал в театре в 1932 в Торуне. Актёр театров в разных городах (Торунь, Луцк, Варшава, Вильнюс, Познань, Краков, Варшава). Выступал в спектаклях «театра телевидения» в 1960—1989 годах и «театра Польского радио» в 1963—1980 гг. Умер в Варшаве, похоронен на коммунальном кладбище во Влоцлавеке.

## Избранная фильмография
| Год  | Русское название                              | Оригинальное название           | Роль                                 |
| ---- | --------------------------------------------- | ------------------------------- | ------------------------------------ |
| 1932 | Уланы, уланы...                               | Ułani, ułani, chłopcy malowani  |                                      |
| 1951 | Варшавская премьера                           | Warszawska premiera             | граф Альберт                         |
| 1954 | Недалеко от Варшавы                           | Niedaleko Warszawy              | Антони Пшевлоцкий, инженер           |
| 1955 | Подгале в огне                                | Podhale w ogniu                 | Гадра, шляхтич                       |
| 1958 | Прощания                                      | Pożegnania                      | отец Павла                           |
| 1960 | Год первый                                    | Rok pierwszy                    | Волока, помещик                      |
| 1961 | Действительность                              | Rzeczywistość                   | воевода                              |
| 1961 | Сегодня ночью погибнет город                  | Dziś w nocy umrze miasto        | профессор                            |
| 1961 | Свидетельство о рождении                      | Świadectwo urodzeniа            | доктор Ожеховский                    |
| 1962 | Голос с того света                            | Głos z tamtego świata           | профессор, отец Уршули               |
| 1962 | Крепость на Рейне                             | Pevnost na Rýně                 | генерал Гордон                       |
| 1965 | Слово имеет прокурор                          | Głos ma prokurator              | защитник                             |
| 1967 | Вестерплатте                                  | Westerplatte                    | подполковник Винцент Собоцинский     |
| 1967 | Преступление лорда Артура Сэвила              | Zbrodnia lorda Artura Saville'a | лорд Мертон, отец Сивилли            |
| 1968 | Ставка больше, чем жизнь (только в 9-й серии) | Stawka większa niż życie        | полковник Крафт                      |
| 1969 | Красное и золотое                             | Czerwone i złote                | Ян Непомуцен Пожарский               |
| 1970 | Нюрнбергский эпилог                           | Epilog norymberski              | Файф, британский обвинитель          |
| 1970 | Дятел                                         | Dzięcioł                        | Тыльский, адвокат                    |
| 1971 | Болеслав Смелый                               | Bolesław Śmiały                 | канцлер Радош                        |
| 1973 | Большая любовь Бальзака                       | Wielka miłość Balzaka           | Вацлав Ганский, муж Эвелины          |
| 1975 | История греха                                 | Dzieje grzechu                  | Побратымский, отец Эвы               |
| 1975 | Ночи и дни                                    | Noce i dnie                     | Леон Войнаровский                    |
| 1976 | Честь ребёнка                                 | Honor dziecka                   | генерал                              |
| 1977 | Смерть президента                             | Śmierć prezydenta               | Габриэль Нарутович, президент Польши |
| 1977 | Дело Горгоновой                               | Sprawa Gorgonowej               | председатель Гонсёровский            |
| 1979 | Доктор Мурек (только в 1-й серии)             | Doktor Murek                    | Бочарский                            |
| 1981 | Мефисто                                       | Mephisto                        | Брукнер                              |

## Признание
- 1953 — Государственная премия ПНР 2-й степени.
- 1954 — Офицерский крест Ордена Возрождения Польши.
- 1969 — Награда «Комитета в дела радио и телевидение» 1-й степени.
- 1979 — Награда председателя «Комитета в дела радио и телевидение».
- 1988 — Командорский крест Ордена Возрождения Польши.
- 1989 — Награда Министра культуры и искусства Польши.
- 1999 — Командорский крест со звездой Ордена Возрождения Польши.